# Tab Hunter
Tab Hunter (nascido Arthur Andrew Kelm; Manhattan, Nova Iorque, 11 de julho de 1931 – Santa Barbara, Califórnia, 8 de julho de 2018) foi um ator, cantor, produtor de cinema e autor americano. Ele apareceu em mais de 40 filmes e foi um conhecido astro de Hollywood e galã das décadas de 1950 e 1960, conhecido por sua boa aparência loira.

## Infância
Hunter nasceu em Manhattan, Nova York, no dia 11 de julho de 1931, sendo filho de Gertrude Gelien e Charles Kelm  Seu pai era judeu e sua mãe era um imigrante católica alemã, de Hamburgo. Ele tinha um irmão mais velho, Walter. O pai de Hunter era declaradamente abusivo e, poucos anos depois de seu nascimento, seus pais se divorciaram. Ele foi criado na Califórnia, morando com sua mãe, irmão e avós maternos, John Henry e Ida Sonnenfleth Gelien, morando em São Francisco, Long Beach e Los Angeles. Sua mãe re-assumiu seu sobrenome de solteira, Gelien, e também mudou o sobrenome de seus filhos. Quando adolescente, Arthur Gelien, como era então conhecido, era um patinador artística, competindo tanto em singles quanto em duplas. Hunter foi enviado para a escola católica por sua mãe religiosa.
Ele se juntou à Guarda Costeira dos Estados Unidos aos 15 anos, mentindo sobre sua idade para se alistar. Enquanto estava na Guarda Costeira, ele ganhou o apelido de "Hollywood" por sua propensão a assistir filmes, em vez de ir a bares enquanto estava em liberdade. Quando seus superiores descobriram sua verdadeira idade, eles o dispensaram. Ele conheceu o ator Dick Clayton socialmente; Clayton sugeriu que Hunter se tornasse um ator.

## Carreira

### Década de 1950
Clayton apresentou Hunter ao agente Henry Willson, especializado em representar estrelas masculinas como Robert Wagner e Rock Hudson. Foi Willson quem o nomeou "Tab Hunter".
O primeiro papel de Hunter foi uma parte menor de um filme noir, The Lawless (1950). Ele era amigo do ator Paul Guilfoyle, que o sugeriu para o diretor Stuart Heisler, que procurava um desconhecido para interpretar o papel principal na Ilha do Desejo (1952), ao lado de Linda Darnell. O filme, essencialmente um jogo de duas mãos entre Hunter e Darnell, foi um sucesso.
Hunter apoiou George Montgomery em Gun Belt (1953), um western produzido por Edward Small. Small o usou novamente para um filme de guerra, The Steel Lady (1953), apoiando Rod Cameron, e como líder em um conto de aventura, Return to Treasure Island (1954). Ele começou a atuar no palco, aparecendo em uma produção de Our Town.
Foi então oferecido e aceito um contrato na Warner Bros.

#### Warner Bros.

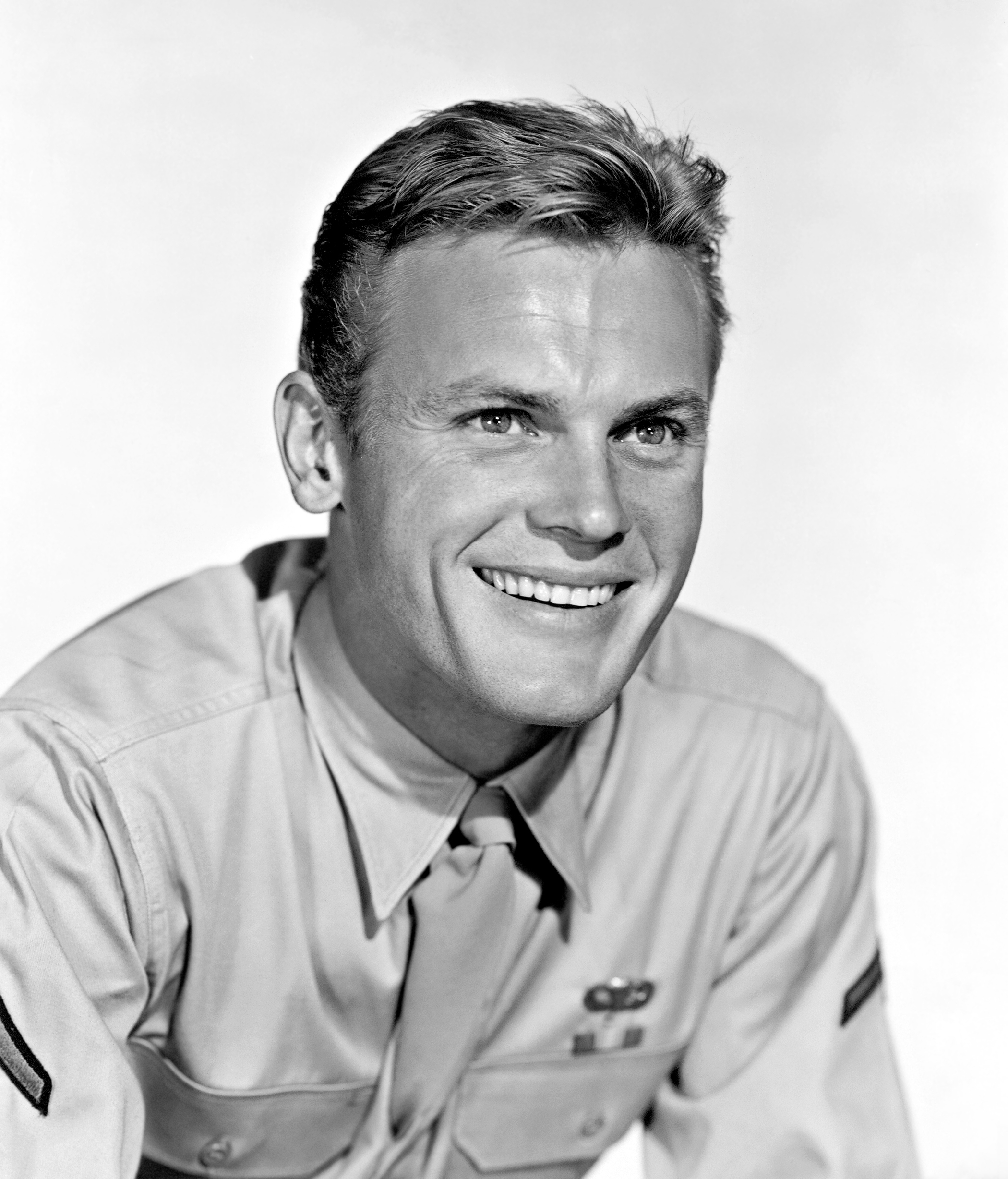
Tab Hunter em uma foto publicitária para Battle Cry em 1955.

Um dos primeiros filmes de Hunter para a Warners foi The Sea Chase (1955), apoiando John Wayne e Lana Turner. Foi um grande sucesso, mas a parte de Hunter era relativamente pequena. Rushes foram vistos por William A. Wellman, que escalou Hunter para interpretar o irmão mais novo de Robert Mitchum em Track of the Cat (1954). Foi um sucesso sólido e Hunter começou a receber mais atenção.
Seu papel inovador veio quando ele foi escalado como o jovem Marine Danny no drama da Segunda Guerra Mundial de 1955, Battle Cry. Seu personagem tem um caso com uma mulher mais velha, mas acaba se casando com a garota ao lado. Foi baseado em um best-seller de Leon Uris e se tornou o maior filme de bilheteria daquele ano na Warner Bros., cimentando a posição de Hunter como um dos principais protagonistas românticos de Hollywood. Ele esteve no terceiro (Battle Cry) e no décimo (The Sea Chase) filmes mais populares do ano.
Em setembro de 1955, a revista tabloide Confidential relatou que Hunter havia sido preso por conduta desordeira em 1950. O artigo insinuado, e um segundo artigo sobre o registro prisional de Rory Calhoun, foram o resultado de um acordo com o qual Henry Willson intermediou. o trapo do escândalo em troca de não revelar a orientação sexual de seu cliente mais proeminente, Rock Hudson, ao público. O relatório não teve efeito negativo na carreira de Hunter. Alguns meses depois, ele foi nomeado Mais Nova Personalidade Promissora em uma pesquisa nacional patrocinada pelo Conselho de Organizações Cinematográficas. Em 1956, ele recebeu 62 000 namorados. Hunter, James Dean e Natalie Wood foram os últimos atores a serem colocados sob contrato de estúdio exclusivo na Warner Bros. A Warners decidiu promovê-lo ao status de estrela, juntando-o a Natalie Wood em dois filmes: Western, The Burning Hills (1956), dirigido por Heisler e The Garota que ele deixou para trás (1956), uma comédia de serviço. Esses filmes também provaram ser hits com o público e a Warners planejou uma terceira equipe de Hunter e Wood. Hunter rejeitou a terceira imagem, terminando assim a tentativa da Warners de fazer de Hunter e Wood o William Powell e Myrna Loy da década de 1950. Hunter era a Warner Bros. estrela masculina mais popular de 1955 a 1959.
Hunter recebeu forte aclamação da crítica por uma performance de televisão que deu no episódio de estreia de Playhouse 90 ("Área Proibida", 1956), escrito por Rod Serling e dirigido por John Frankenheimer.

#### Carreira musical

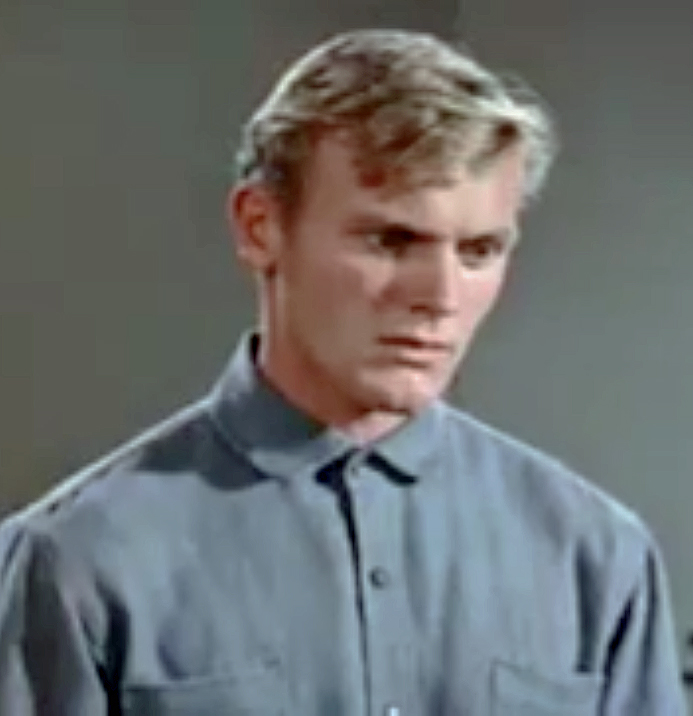
Tab Hunter no trailer de "Gunman's Walk" (1958).

Hunter tinha um registro 1957 hit com a canção "Young Love", que foi número 1 na Billboard 100 Hot gráfico por seis semanas (sete semanas na parada do Reino Unido) e tornou-se um dos maiores sucessos do Rock and Roll . Ele vendeu mais de um milhão de cópias e foi premiado com um disco de ouro pela RIAA.
Ele teve outro single de sucesso, "Ninety-Nine Ways", que alcançou o número 11 nos Estados Unidos e o número 5 no Reino Unido. Seu sucesso levou Jack L. Warner a fazer cumprir o contrato do ator com o estúdio Warner Bros. ao proibir a Dot Records, gravadora pela qual Hunter havia gravado o single (e de propriedade da rival Paramount Pictures), de lançar um álbum de acompanhamento ele gravou para eles. Ele estabeleceu a Warner Bros. Records especificamente para Hunter.
A carreira de ator de Hunter também estava no auge. William Wellman o usou novamente em um filme de guerra, Lafayette Escadrille (1958). A Columbia Pictures o emprestou para um Western, Gunman's Walk (1958), um filme que Hunter considerou seu papel favorito.
Hunter estrelou o filme musical Damn Yankees (1958), em que interpretou Joe Hardy da liga americana de beisebol de Washington, DC. O filme era originalmente um musical da Broadway, mas Hunter era o único na versão cinematográfica que não havia aparecido no elenco original. O show foi baseado no best-seller de 1954 The Year the Yankees Lost the Pennant de Douglass Wallop. Hunter disse mais tarde que as filmagens eram infernais porque o diretor George Abbott estava interessado apenas em recriar a versão teatral palavra por palavra. Ele estrelou os filmes, They Came to Cordura com Gary Cooper e Rita Hayworth e  That Kind of Woman (ambos em 1959), com Sophia Loren.

### Década de 1960

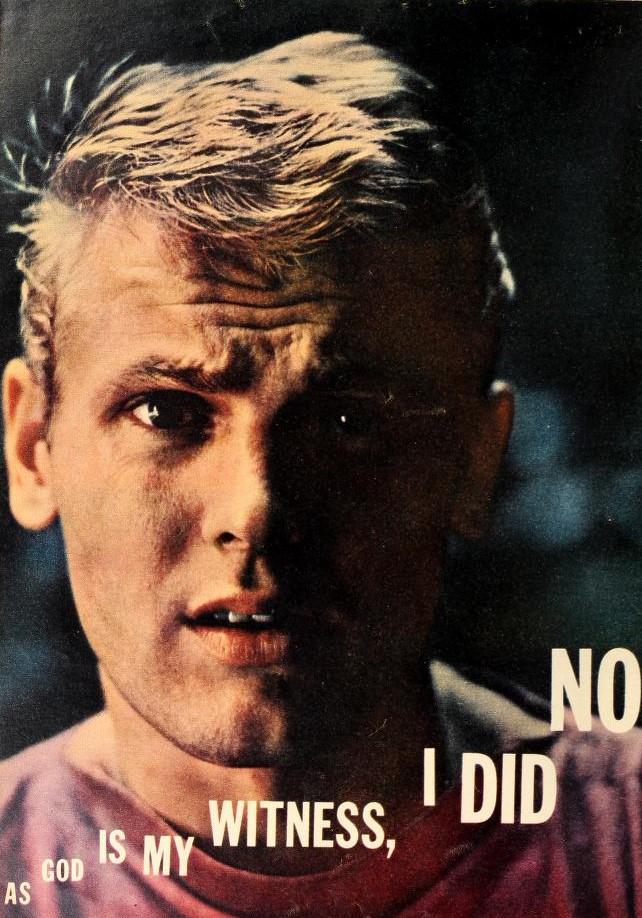
Tab Hunter por Ken Hayman, 1960.

A falha de Hunter em conquistar o papel de Tony na adaptação cinematográfica de West Side Story (1961) o levou a concordar em estrelar uma sitcom semanal na televisão. O Tab Hunter Show teve classificações moderadas (devido a ser agendado ao lado do The Ed Sullivan Show) e durou apenas uma temporada de 36 episódios. Foi um sucesso no Reino Unido, onde foi classificada como uma das comédias de situação mais assistidas do ano.
Hunter teve um papel de protagonista como o interesse amoroso de Debbie Reynolds em The Pleasure of His Company (1961). Ele desempenhou a liderança em um tiroteio na Itália, The Golden Arrow (1962) e estava em um filme de guerra para a American International Pictures, Operation Bikini (1963).
Em 1964, ele estrelou na Broadway, ao lado de Tallulah Bankhead, no The Milk Train de Tennessee Williams.
Ride the Wild Surf (1964) foi um filme de surf para Columbia, seguido por um filme na Grã-Bretanha, Troubled Waters (1964). Ele ficou na Inglaterra para fazer outro filme para a AIP, War Gods of the Deep (1965). De volta a Hollywood, ele teve um papel coadjuvante em The Loved One (1965) e Birds Do It (1966). Ele fez um filme com Richard Rush, O Fickle Finger of Fate (1967).
Por um curto período de tempo, no final da década de 1960, após várias temporadas estrelando teatro de ações e jantares de verão em shows como Bye Bye Birdie, The Tender Trap, Under the Yum Yum Tree, e West Side Story, com alguns dos novos No elenco de York, Hunter se estabeleceu no sul da França, onde atuou em Spaghetti Westerns, incluindo Vengeance Is My Forgiveness (1968), The Last Chance (1968) e Bridge over the Elbe (1969).

### Décadas de 1970 e 1980
Hunter teve o papel principal em Sweet Kill (1973), o primeiro filme do diretor Curtis Hanson. Ele ganhou um papel co-estrelado no filme de sucesso A Vida e os Tempos do Juiz Roy Bean (1972) com Paul Newman. Ele teve pequenos papéis em Won Ton Ton, o cão que salvou Hollywood (1976) e Katie: Portrait of a Centerfold (1978). Em 1977, ele interpretou George Shumway, o pai de Mary Hartman em Forever Fernwood, um spin-off do sabão como a comédia Mary Hartman, Mary Hartman.
A carreira de Hunter foi revivida nos anos 80, quando ele estrelou ao lado do ator Divine em Polyester (1981) e Lust in the Dust (1985). Ele interpretou o Sr. Stuart, o professor substituto em Grease 2 (1982), que cantou "Reprodução". Hunter teve um papel importante no filme de terror de 1988, Cameron's Closet.
Hunter escreveu a história e estrelou Dark Horse (1992), seu último filme.

## Vida pessoal

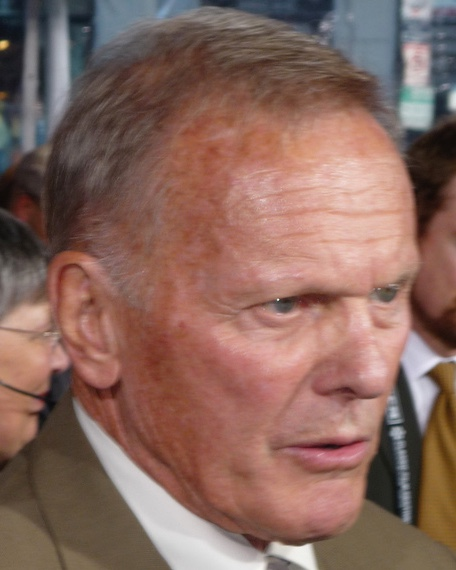
Tab Hunter em abril de 2010.

A autobiografia de Hunter, Tab Hunter Confidential: The Making of a Movie Star (2005, co-escrita com Eddie Muller), tornou-se um best-seller do New York Times, assim como a edição de bolso de 2007. O livro foi indicado para vários prêmios. Ele reentrou The New York Times lista dos bestseller pela terceira vez em 28 de junho de 2015, após o lançamento de um documentário baseado no livro.
No livro, Hunter reconheceu que ele era gay, confirmando rumores em circulação desde o auge de sua fama. De acordo com William L. Hamilton, do The New York Times, relatórios detalhados sobre os supostos romances de Hunter com os amigos mais próximos Debbie Reynolds e Natalie Wood durante sua juventude foram estritamente a forragem dos departamentos de publicidade de estúdios. Quando Wood e Hunter embarcaram em um romance bem divulgado, mas fictício, os integrantes desenvolveram sua própria manchete para o item: "Natalie Wood e Tab não iriam".
Em relação à era dos estúdios de Hollywood, Hunter disse: "a vida foi difícil para mim, porque eu estava vivendo duas vidas naquela época. Uma vida particular, que nunca discuti, nunca falei com ninguém. E então minha vida em Hollywood, que estava apenas tentando aprender meu ofício e ter sucesso ... "A estrela enfatizou que a palavra" 'gay' ... nem existia naqueles dias, e se alguém alguma vez me confrontou com isso, eu simplesmente meio que surtei. Eu estava em total negação. Só não estava confortável naquela cena de Hollywood, além do processo de trabalho". "Havia muita coisa escrita sobre minha sexualidade, e a imprensa era bastante cruel", disse o ator, mas o que "os espectadores queriam ter em seus corações eram os fuzileiros navais do lado, e namorados apaixonados que eu retratei".

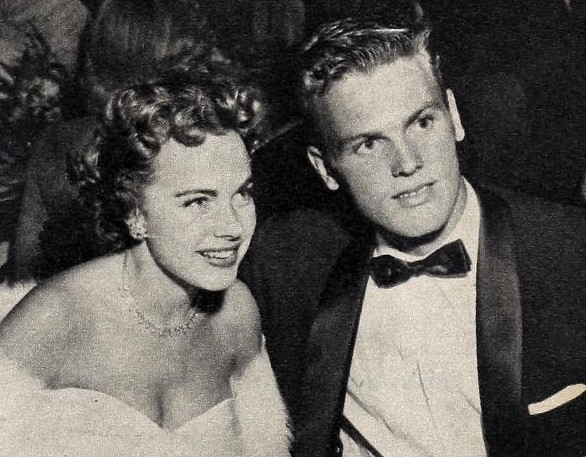
Terry Moore e Tab Hunter em 1954.

Hunter teve relacionamentos de longo prazo com o ator Anthony Perkins e o patinador artístico Ronnie Robertson antes de se estabelecer e se casar com seu parceiro há mais de 35 anos, com o produtor de filmes Allan Glaser.
Hunter foi criado na fé católica de sua mãe. Exceto por um período em sua juventude, Hunter foi um católico praticante pelo resto de sua vida. Hunter era republicano e apoiou a campanha de Dwight Eisenhower durante a eleição presidencial de 1952.
Hunter tem uma estrela por suas contribuições à indústria da música na Calçada da Fama de Hollywood, no 6 320 Hollywood Blvd. Em 2007, o Passeio das Estrelas em Palm Springs dedicou uma Estrela Dourada a ele.

### Morte
Três dias antes de seu aniversário de 87 anos em 8 de julho de 2018, Hunter morreu após sofrer uma parada cardíaca que surgiu de complicações relacionadas à trombose venosa profunda. De acordo com seu parceiro, Allan Glaser, a morte de Hunter foi "súbita e inesperada".

## Filmografia

### Cinema
| Ano       | Filme                                    | Personagem                 | Notas                                                                         |
| --------- | ---------------------------------------- | -------------------------- | ----------------------------------------------------------------------------- |
| 1950      | The Lawless                              | Frank O'Brien              | também lançado sob o título The Dividing Line                                 |
| 1952      | The Island of Desire                     | Michael J. "Chicken" Dugan | também lançado sob o título Saturday Island                                   |
| 1953      | Gun Belt                                 | Chip Ringo                 |                                                                               |
| 1953      | The Steel Lady                           | Bill Larson                | também lançado sob o título Treasure of Kalifa                                |
| 1954      | Return to Treasure Island                | Clive Stone                |                                                                               |
| 1954      | Track of the Cat                         | Harold Bridges             |                                                                               |
| 1955      | Battle Cry                               | Danny Forrester            |                                                                               |
| 1955      | Fear Strikes Out                         | Jimmy Piersal              | 2 episódios                                                                   |
| 1955      | The Sea Chase                            | Cadet Wesser               |                                                                               |
| 1956      | The Burning Hills                        | Trace Jordan               |                                                                               |
| 1956      | The Girl He Left Behind                  | Andy L. Shaeffer           |                                                                               |
| 1956      | Forbidden Area                           |                            | Episódio de Playhouse 90, dirigido por John Frankenheimer com Charlton Heston |
| 1958      | Hans Brinker and the Silver Skates       | Hans Brinker               | Telefilme                                                                     |
| 1958      | Portrait of a Murderer                   |                            | Episódio de Playhouse 90, dirigido por Arthur Penn                            |
| 1958      | Gunman's Walk                            | Ed Hackett                 |                                                                               |
| 1958      | Lafayette Escadrille                     | Thad Walker                |                                                                               |
| 1958      | Damn Yankees                             | Joe Hardy                  |                                                                               |
| 1959      | They Came to Cordura                     | Lt. William Fowler         |                                                                               |
| 1959      | That Kind of Woman                       | Red                        | Dirigido por Sidney Lumet                                                     |
| 1960–1961 | The Tab Hunter Show                      | Paul Morgan                |                                                                               |
| 1961      | The Pleasure of His Company              | Roger Herderson            |                                                                               |
| 1962      | The Golden Arrow                         | Hassan                     |                                                                               |
| 1963      | Operation Bikini                         | Lt. Morgan Hayes           |                                                                               |
| 1964      | Ride the Wild Surf                       | Steamer Lane               |                                                                               |
| 1964      | Troubled Waters                          | Alex Carswell              |                                                                               |
| 1965      | City Under the Sea                       | Ben Harris                 | lançado como War Gods of the Deep nos EUA                                     |
| 1965      | The Loved One                            |                            |                                                                               |
| 1966      | Birds Do It                              | Lt. Porter                 |                                                                               |
| 1967      | The Fickle Finger of Fate                | Jerry                      |                                                                               |
| 1967      | Hostile Guns                             | Mike Reno                  |                                                                               |
| 1968      | Vengeance Is My Forgiveness              | Sheriff Durango            |                                                                               |
| 1968      | The Last Chance                          | Patrick Harris             |                                                                               |
| 1969      | Bridge over the Elbe                     | Richard                    |                                                                               |
| 1970      | The Virginian                            | Cart Banner                |                                                                               |
| 1972      | Treasure of St. Ignacio                  | Bob Neal                   |                                                                               |
| 1972      | Sweet Kill                               | Eddie Collins              |                                                                               |
| 1972      | The Life and Times of Judge Roy Bean     | Sam Dodd                   |                                                                               |
| 1975      | Timber Tramps                            | Big Swede                  |                                                                               |
| 1976      | Won Ton Ton, the Dog Who Saved Hollywood | David Hamilton             |                                                                               |
| 1978      | Katie: Portrait of a Centerfold          | Elliot Bender              | Telefilme                                                                     |
| 1978      | Hawaii Five-O                            | Mel Burgess                | Episódio: "Horóscopo do Assassinato"                                          |
| 1979      | The Kid from Left Field                  | Bill Lorant                | Telefilme                                                                     |
| 1981      | Polyester                                | Todd Tomorrow              |                                                                               |
| 1982      | Pandemonium                              | Blue Grange                |                                                                               |
| 1982      | Grease 2                                 | Mr. Stuart                 |                                                                               |
| 1985      | Lust in the Dust                         | Abel Wood                  |                                                                               |
| 1988      | Out of the Dark                          | Driver                     |                                                                               |
| 1988      | Grotesque                                | Rod                        |                                                                               |
| 1988      | Cameron's Closet                         | Owen Lansing               |                                                                               |
| 1992      | Dark Horse                               | Perkins                    |                                                                               |
| 2013      | I Am Divine                              | Ele mesmo                  | Documentário sobre co-estrela regular e drag queen Divine                     |
| 2015      | Tab Hunter Confidencial                  | Ele mesmo                  | Documentário sobre a vida de Hunter                                           |

### Discografia
| Ano  | Título                                     | Posições do gráfico | Posições do gráfico |
| Ano  | Título                                     | Billboard Hot 100   | Reino Unido         |
| ---- | ------------------------------------------ | ------------------- | ------------------- |
| 1957 | "Young Love"                               | 1                   | 1                   |
| 1957 | "Red Sails In The Sunset"                  | 57                  | —                   |
| 1957 | "Ninety-Nine Ways"                         | 11                  | 5                   |
| 1957 | "Don't Get Around Much Anymore"            | 74                  | —                   |
| 1958 | "Jealous Heart"                            | 62                  | —                   |
| 1959 | "(I'll Be with You) In Apple Blossom Time" | 31                  | —                   |
| 1959 | "There's No Fool Like A Young Fool"        | 68                  | —                   |